# Ursula Reutner
Ursula Reutner (ur. 6 października 1975 r. w Bayreuth) – niemiecka językoznawczyni i kierownik Katedry Filologii i Kultury Romańskiej na Uniwersytecie w Pasawie. 

## Życiorys
Ursula Reutner studiowała na Uniwersytecie w Bambergu oraz na Uniwersytecie Paris IV-Sorbonne. W roku 2004 uzyskała stopień naukowy doktora na Uniwersytecie w Augsburgu za dysertację „Sprache und Identität” („Język i tożsamość”) wyróżnioną nagrodą im. Elise Richter przyznawaną przez Związek Niemieckich Romanistów oraz Prix Germaine de Staël przyznawaną przez Stowarzyszenie Frankofońskich Romanistów.
W 2007 r. uzyskała stopień doktora habilitowanego za rozprawę habilitacyjną na temat „Sprache und Tabu” („Język i tabu”). Powołana została na stanowisko profesora na Uniwersytecie w Heidelbergu, a następnie na Uniwersytecie w Paderborn.
W roku 2018 otrzymała tytuł doktora honoris causa Uniwersytetu del Salvador w Buenos Aires. W ramach pobytów naukowo-badawczych oraz pedagogicznych gościła na wielu uczelniach wyższych w Europie, Ameryce, Afryce i Azji.

## Dziedziny badań naukowych
Ursula Reutner prowadzi badania naukowe w dziedzinie wielojęzycznych społeczności, tabu językowego i skutków digitalizacji na język.

## Nagrody i wyróżnienia
- Order Bawarski Zasługi[potrzebny przypis] (2023)
- Paul Harris Fellow[1] von Rotary International (2021)
- Doktor honoris causa[2] Uniwersytetu del Salvador w Buenos Aires (2018)
- Prix Germaine de Staël[3] nagroda Stowarzyszenia Frankofońskich Romanistów (2006)
- Nagroda im. Elise Richter[4] Związku Niemieckich Romanistów (2005)

## Literatura
- Porträt Ursula Reutner, w: Romanistik in Geschichte und Gegenwart 17/1 (2011), s. 159–163

## Przegląd publikacji
- Manuel des francophonies. De Gruyter, Berlin 2017, ISBN 978-3-11-034670-1
- Interkulturelle Kompetenz. Anleitung zum Fremdgehen – Ein Lernparcours. Westermann, Braunschweig 2015, ISBN 978-3-14-162172-3
- Lingüística mediática y traducción audiovisual. Peter Lang, Frankfurt am Main 2015, ISBN 978-3-631-66486-5
- Von der Zeitung zur Twitterdämmerung. LIT, Münster 2014, ISBN 978-3-643-12451-7
- Bienvenue chez les Ch'tis. Reclam, Stuttgart 2013, ISBN 978-3-15-019821-6
- Political Correctness. Peter Lang, Frankfurt 2012, ISBN 978-3-631-62242-1
- Von der digitalen zur interkulturellen Revolution. Nomos, Baden-Baden 2012 ISBN 978-3-8329-7880-8
- Geschichte der italienischen Sprache. Narr, Tübingen 2011, ISBN 978-3-8233-6653-9
- Sprache und Tabu, Interpretationen zu französischen und italienischen Euphemismen. Beihefte zur Zeitschrift für Romanische Philologie, 346. Max Niemeyer, Tübingen 2009, ISBN 978-3-484-52346-3
- 400 Jahre Quebec. Kulturkontakte zwischen Konfrontation und Kooperation. Winter, Heidelberg 2009, ISBN 978-3-8253-5708-5
- Beiträge zur Kreolistik. Buske, Hamburg 2007, ISBN 978-3-87548-478-6
- Sprache und Identität einer postkolonialen Gesellschaft im Zeitalter der Globalisierung. Eine Studie zu den französischen Antillen Guadeloupe und Martinique. Buske, Hamburg 2005, ISBN 3-87548-423-1